# Nikolaj Pavlovič Anosov
Nikolaj Pavlovič Anosov in russo Никола́й Па́влович Ано́сов? (Borisoglebsk, 17 febbraio 1900 – Mosca, 2 dicembre 1962) è stato un direttore d'orchestra e pedagogista russo che diresse l'Orchestra Sinfonica Statale di Mosca (МГАСО) dopo Lev Steinberg.
Era il padre di Gennadij Roždestvenskij, che adottò il nome da nubile di sua madre, il soprano Natalija Roždestvenskaja, nella sua forma maschile, per evitare l'apparenza del nepotismo durante la sua carriera, e del pittore P. N. Anosov.

## Biografia
Anosov nacque a Borisoglebsk, allora nel Governatorato di Tambov, oggi Oblast' di Voronež, dove suo padre era un dirigente presso la Banca Volga-Kama, e ricevette lezioni di musica in casa. Dopo essersi diplomato alla scuola superiore Aleksandr di Borisoglebsk, nel 1918, entrò all'Università di Agraria Petrovsko-Razumovskaja di Mosca, ma si offrì volontario nell'Armata Rossa e alla fine dell'anno, come cadetto della prima scuola di artiglieria, partecipò alla repressione della ribellione di Kronstadt. A causa della sua familiarità con le lingue straniere (parlava francese, inglese e tedesco), venne inviato a prestare servizio presso il Ministero degli Affari Esteri, occupandosi di agenzie umanitarie straniere.
Solo a metà degli anni '20 si dedicò alla musica, come pianista-accompagnatore nella Stanislavskij Opera Studio e poi, nel 1928, all'Orchestra Filarmonica di Mosca, mentre studiava teoria musicale con il professor Andrej Mutli, e composizione con Anatolij Aleksandrov.
Sebbene non fosse ufficialmente qualificato come direttore d'orchestra, nel 1930 sostituì il direttore designato che era indisposto, nell'opera Orfeo ed Euridice di Gluck alla radio, e a seguito di questo evento ottenne ufficialmente lo status di direttore. Dal 1937 al 1938 fu direttore principale dell'Orchestra Sinfonica di Rostov sul Don, dal 1938 al 1940 dell'Orchestra Sinfonica di Stato dell'Azerbaigian su invito di Üzeyir Hacıbəyov (1885-1948). Dal 1938 Anosov insegnò a Baku. Durante la seconda guerra mondiale, dal 1941 al 1944, fu direttore artistico del teatro musicale del fronte VTO, periodo durante il quale si diplomò in composizione al conservatorio di Mosca come studente esterno.
Dal 1944 al 1949 fu direttore principale dell'Opera Studio del conservatorio di Mosca, dove promosse la conoscenza delle prime opere russe, dirigendo nel 1947 l'opera Cocchieri su una bancarella di Evstignej Fomin (Ямщики на подставе, data in prima esecuzione nel 1787) e Le Fils-Rival, ou La Moderne Stratonice (Сын-соперник, prima esecuzione 1787) di Dmitrij Bortnjanskij, che non erano state più rappresentate dopo la loro prima esecuzione. Nel 1951 fu nominato Artista Meritevole della RSFSR,, pubblicò un libro di testo per la lettura della musica sinfonica e fu nominato professore al conservatorio di Mosca. Anosov continuò a dirigere, in tournée in Polonia, Cecoslovacchia, Ungheria ed in altri paesi. Morì a Mosca, all'età di 62 anni.

## Registrazioni
Un elenco completo delle registrazioni di Anosov in russo o in inglese deve ancora essere realizzato e la maggior parte delle sue registrazioni giace inesplorata nell'archivio della radio sovietica. Fu il primo interprete di molte opere di compositori russi sovietici, tra cui Il matrimonio di Modest Petrovič Musorgskij nella redazione di Michail Ippolitov-Ivanov nel 1931.

## Discografia parziale
- Great Russian Conductors The Art of Nikolai Anosov. Prokofiev: Sinfonia n. 7,Arlecchino ARL 113-114